# Bednár József
Bednár József (Baja, 1837. október 14. – Csataalja, 1880. június 27.) Kalocsa főmegyei áldozópap.

## Élete
1861. július 31-én misés pappá szentelték. Káplán volt Veprovácon, Parabutyin és Szentivánon. 1871-ben lett a kalocsai székesegyház hitszónoka; 1875-ben csataaljai plébános, ahol haláláig tevékenykedett.

## Munkái
Az apostagi plébánia történetét írta meg a Magyar Sionban (1865).